# 哈斯玛级潜艇
哈斯玛級潛艇（英文：Hashmat class Submarine），是巴基斯坦海軍引进的一款奥古斯塔级潜艇，共两艘服役中。这两艘原本是南非海军订购的潜艇，在1974年下达采购命令，原定于1977年服役。但因为南非政府的种族隔离制度而告吹，两艘潜艇在1980年被巴基斯坦海军接收完毕，更名为“哈斯玛”级，服役中。

## 概述
1974年9月10日，南非宣布扩大其潜艇部队，与法国进行防务谈判，以获得“奥古斯塔”级潜艇。时任南非总理彼得·威廉·博塔与时任法国总统瓦莱里·吉斯卡尔·德斯坦就采购两艘该级潜艇进行了讨论，并任命L.J.伍德布尔内上尉为南非海军采购该项目的经理。法国承包商诺曼底造船厂建造了两艘“奥古斯塔”级潜艇。不过，在联合国因为南非政府的种族隔离问题执行第418号武器禁运决议后，法国拒绝向南非海军交付武器。
1983-1985年，该级潜艇被部署在阿拉伯海，以威慑规模更大的印度海军在海上战区的行动。作为冷战行动的一部分，它们被部署在阿拉伯海，后来开始执行远程任务，以测试印度洋的深度和水下耐力。

## 本級艇
| 舷號  | 艇名                   | 建造廠家                 | 下水時間      | 服役時間      | 現狀   | 母港   | 备注                                     |
| ----- | ---------------------- | ------------------------ | ------------- | ------------- | ------ | ------ | ---------------------------------------- |
| S-135 | 哈斯玛 （PNS Hashmat） | 法國诺曼底造船厂（DCNS） | 1977年12月4日 | 1979年2月17日 | 服役中 | 卡拉奇 | 原南非海军“阿斯特兰特”号 （SAS Astrant） |
| S-136 | 沃玛 （PNS Hurmat）    | 法國诺曼底造船厂（DCNS） | 1978年12月1日 | 1980年2月18日 | 服役中 | 卡拉奇 | 原南非海军“旅行者”号 （SAS Adventurous） |